# República de Marquetalia

Mapa de las Repúblicas independientes.

Se llamó República de Marquetalia a un pequeño territorio del corregimiento de Gaitania, municipio de Planadas del departamento del Tolima en Colombia. En este territorio, sin control del Estado, habitaba una comunidad de campesinos liderados por Pedro Antonio Marín Marín alias Manuel Marulanda Vélez o Tirofijo y Luis Alberto Morantes Jaimes alias Jacobo Arenas, quienes en 1964, se convertirían en fundadores y comandantes en jefe de la guerrilla de las Fuerzas Armadas Revolucionarias de Colombia - Ejército del Pueblo (FARC-EP).

## Antecedentes

### La Violencia bipartidista
Los antecedentes aparecen en el periodo de La Violencia con la aparición de autodefensas armadas comunistas o guerrillas comunistas en el sur del Tolima. El antecedente político se encuentra en el Partido Comunista Colombiano que en su Sexto Congreso había caracterizado la situación política nacional a partir de 1946 como “de duras luchas y de reacción creciente”. La orientación de la autodefensa desde 1949. Las Ligas Campesinas de los comunistas en Chaparral (Tolima) crearon las estructuras de autodefensa. Cuando el gobierno buscó controlar estas bandas armadas imposibilitando su acción, las Direcciones de los grupos de autodefensa comunista de Irco, Horizonte y Chicalá deciden, a finales de 1950, organizar lo que denominaron Columna de Marcha o Columna Guerrillera, una estructura de combatientes y sus familias, durante 3 meses. Los comunistas reciben la propuesta de las guerrillas liberales de Gerardo Loaiza para que una comisión de los comunistas viaje hasta su comando para que enseñen algunos métodos de acción y organización. Con esta propuesta la Dirección Guerrillera Liberal, liderada por los Loaiza y Leopoldo García, planteó que “La Columna”, en lugar de disolverse se trasladara hacia el área de influencia de los Loaiza.
Entre los guerrilleros que marcharon estaban Marco Aurelio Restrepo (fundador del Partido Comunista en Chaparral), Pedro Pablo Rumique (originario de Chaparral, 'Teniente Canario'), los hermanos Bermúdez (entre ellos Andrés Bermúdez 'Llanero'), los hermanos Valbuena (entre ellos Raúl Valbuena, originario de Chicalá, 'Baltazar'), José Alfonso Castañeda 'Richard' y Jorge Hernández Barrios 'Olimpo'. Los comunistas conducen la organización, la acción y la marcha de “La Columna” hasta su llegada a La Lindosa, en el cañón del Cambrín. En la región de la Quebrada de la Lindosa se encontraron comunistas y liberales en una asamblea donde “los comunistas reciben la propuesta de quedarse, constituir un destacamento fuerte y crear un Estado Mayor Unificado para todo el sur del Tolima”
El Estado Mayor Unificado se integraría con ocho comunistas y siete liberales, para comandar las misiones conjuntas y algunos destacamentos de Rioblanco (Tolima). Entre los liberales que integraban la Dirección estaban Gerardo Loaiza, sus cuatro hijos y Leopoldo García. Entre los comunistas estaban Olimpo, Manjarrés, Rumique, Baltazar, Richard y Peñuela. Las familias y guerrilleros comunistas se ubicaron en el Filo de las Culebras,donde llegó la policía conservadora o chulavitas y se produjo el primer combate conjunto de liberales y comunistas en aquella zona. Los comunistas establecieron su campamento bajo el nombre del Comando Davis, en la quebrada de La Lindosa. Hacia el sur, el terreno es cortado por la profunda depresión en cuya parte más baja se alberga el lecho del río Cambrín, "Aquí se establece la sede central de toda una cadena de destacamentos. Fue durante algún tiempo el cuartel general de las guerrillas, unidas bajo el mando del Estado Mayor Unificado". A la región comunista llegaría Isauro Yosa, que se incorporaría al Estado Mayor. Los liberales establecen su Comando Principal, en La Ocasión.
Los comunistas constituyen nueve comandos para moverse hacia Chaparral (Tolima), Riogrande (Huila) y en tierras indígenas del Cauca, presentando combates y escaramuzas con comandantes como Richard, Baltazar, Gratiniano Rocha (Ave Negra), Jorge Peñuela, José Enoch Leal (Diamante), Jacobo Prías Alape' Charro Negro', Ciro Trujillo, Pedro Antonio Marín, alias Manuel Marulanda Vélez o Tirofijo, pariente de los Loaiza y miembro de las guerrillas liberales.
El liberal Gerardo Loaiza envía un emisario a Olimpo, al cual le muestra una carta enviada por la Dirección Liberal Departamental en la que se le ordenó no continuar su alianza con el Partido Comunista. Loaiza convoca una asamblea en la que se votó por la disolución de la alianza. Después de que los comunistas decomisaron un arma de los liberales, deciden atacarlos. Hacia agosto de 1952, promovida por el Partido Comunista Colombiano, se celebra la Conferencia Guerrillera Nacional en  Viotá (Cundinamarca). Se denominó Conferencia de Boyacá o Primera Conferencia del Movimiento Popular de Liberación Nacional. Asistieron guerrilleros liberales y comunistas de Antioquia, Santander, Cundinamarca y oriente del Tolima, sin contar con los delegados del comando de La Ocasión. El combate de comunistas contra los liberales continúa, con breves lapsos donde se da la tregua y se combate al gobierno. Dos hijos de Loaiza mueren en un ataque al Davis, que posteriormente sería disuelto.
En 1953, el General Gustavo Rojas Pinilla llegó al poder tras un golpe de Estado y buscó llevar a su fin la época de violencia. Por medio de las amnistías, cerca de 5.000 guerrilleros dejaron las armas. Varios de los grupos comunistas que seguían en armas se concentraron en Sumapaz donde fueron atacados por Fuerzas Militares que usaron helicópteros y Napalm provisto por el gobierno de los Estados Unidos. Entre 1956 y 1958 liberales y conservadores llegan a un acuerdo de reparto del poder con la intención de frenar la violencia bipartidista y se crea el Frente Nacional. El nuevo régimen, en el contexto de la Guerra Fría, considera que debe poner fin a cualquier influencia comunista y califica a las zonas liberadas de "repúblicas independientes", al estar fuera del control y jurisdicción de la administración nacional.

### Inicio del Conflicto armado interno en Colombia
Marquetalia fue un enclave de guerrilleros liberales que no entregaron las armas luego de la violencia bipartidista de los años 50 y que se refugiaron en la agreste zona montañosa de la Cordillera Central, buscando escapar al acoso de las autoridades. Allí también encontraron asilo miles de familias campesinas que huían de la violencia. Tuvo un breve periodo de calma que se extendió desde 1958 hasta 1960. Jesús María Oviedo, alias "Mariachi",  un bandolero considerado asimismo Liberal, acusó al movimiento agrario de Marquetalia del robo de 200 reses; Isaías Pardo, respondió: "Las tomamos porque el gobierno no nos han cumplido las promesas". El 11 de enero de 1960, Jesús María Oviedo alias "Mariachi" invitó a Jacobo Prías Alape, alias "Charro Negro", a una reunión en Gaitania (Tolima), para "arreglar" el problema; se trataba realmente de un plan para asesinar a "Charro Negro", el cual se ejecutó de manera precisa.
Marulanda viajó a Neiva y a Ibagué a denunciar el asesinato. La respuesta del Ejército Nacional fue clara: "Ya vamos para allá a imponer orden". Marulanda entendió el mensaje y, de regreso a Gaitania, reorganizó sus hombres, dejando abandonadas las herramientas de trabajo para volver a las armas. 
El movimiento agrario de Marquetalia se transformó en autodefensa regular que, según testimonio de Jaime Guaracas, fue creada "con la misión de estar patrullando, previendo cualquier peligro para poder estar tranquilos". No obstante, Marulanda montó emboscadas contra el ejército en las carreteras El Carmen y el Alto, donde les quitó varios fusiles a las tropas del gobierno. La reacción de la Sexta Brigada fue, según el propio José María Oviedo, armar un grupo de exguerrilleros liberales o "limpios" para atacar las autodefensas campesinas. 
A mediados de 1961 el Partido Comunista citó a una conferencia de autodefensas en El Támaro (que desde entonces se llamó Marquetalia) a la que acudieron delegados de El Pato, Natagaima y Guayabero y donde los representantes del comité central hicieron a Marulanda una fuerte crítica por las acciones contra la fuerza pública. Marulanda argumentó que él no se iba a dejar liquidar ni por el Gobierno ni por los limpios (liberales).
Meses más tarde el senador conservador Álvaro Gómez Hurtado, comenzó a denunciar ante el congreso de la República, la existencia de unas llamadas "repúblicas independientes" al interior de Colombia: El Pato, Sumapaz, Riochiquito, la región del Ariari y la comisaría del Vichada, (esta última debido a los intentos del Movimiento Obrero Estudiantil y Campesino (MOEC) de crear en la zona un foco guerrillero); zonas que según él se hallaban por fuera de la soberanía nacional y bajo el control de los comunistas instruidos desde Moscú. En una intervención ante el parlamento efectuada el 25 de octubre de 1961 señaló:

"...Hay en este país una serie de repúblicas independientes que no reconocen la soberanía del Estado Colombiano, donde el Ejército Colombiano no puede entrar, donde se le dice que su presencia es nefanda, que ahuyenta al pueblo, o a los habitantes... Hay la República Independiente de Sumapaz. Hay la República Independiente de Planadas, la de Riochiquito, la de este bandolero que se llama Richard y ahora, tenemos el nacimiento de... la República Independiente de Vichada”.
 Álvaro Gómez Hurtado.

Ya en enero de 1962, durísimos combates enfrentaron a las Autodefensas Campesinas de Tirofijo con efectivos del Ejército Nacional en Marquetalia, municipio de Planadas sur del Tolima. Las tropas del gobierno se retirarían luego de varias jornadas de lucha en las que murieron al menos 4 uniformados.

## Operación Soberanía

### Antecedentes
La llegada a la presidencia de Guillermo León Valencia en agosto de 1962, segundo gobierno del Frente Nacional, será el inicio de un esfuerzo masivo por pacificar el territorio nacional y finalizar la violencia política. En el caso particular de las repúblicas independientes, la ofensiva contra estas se llevó a cabo bajo la presión de la clase política tradicional contra el comunismo y los efectos que pudiera tener la revolución cubana en el país, y del gobierno norteamericano contra el avance revolucionario en Latinoamérica. Es así como, enmarcada dentro de la Doctrina de seguridad Nacional y del Plan Laso, elaborado por los expertos del Departamento de Defensa en Washington y Lazo como adaptación táctica en el terreno de batalla realizada por el Estado Mayor del Ejército Nacional y el ministro de defensa Alberto Ruiz Novoa, se dio inicio a la lucha contra los rebeldes de Marquetalia.
El 26 de septiembre de 1963, tropas del Batallón Caicedo sorprenden en el cañón de la Troja, en Natagaima (Tolima), a fuerzas de las autodefensas y dan de baja a 16 de sus integrantes. Estos, en represalia, conforman el movimiento armado 26 de septiembre y, tres meses después, el 29 de diciembre, emboscan entre Planadas y Gaitania a una columna de abastecimiento del Ejército, dando muerte a cinco soldados. En marzo de 1964, derriban un avión de Aerotaxi; cuando dos militares tratan de rescatar los cadáveres, son asesinados. Estas acciones precipitaron la ofensiva que se preveía será la final.
El general Gabriel Revéiz Pizarro, comandante de las FF. MM., y el firmante de la directiva operacional que autorizaba la ofensiva contra el núcleo comunista de Marquetalia, advirtió que las regiones intervenidas «deberían recibir una decidida y rápida acción del Instituto Colombiano de la Reforma Agraria (INCORA) y otras entidades del Estado con el fin de resolver problemas urgentes» que apremiaban a la población civil. A su vez, el mando táctico de la operación quedó bajo responsabilidad del coronel Hernando Currea Cubides, comandante de la sexta brigada en Ibagué. Con tropas especializadas en contrainsurgencia, grupos de inteligencia y aviones de combate, se dispone de tres batallones para asegurar toda el área; en total, unos 2400 hombres y 5 helicópteros.

### Desarrollo
El 18 de mayo de 1964 se lanza la Operación Soberanía y 975 soldados empiezan a avanzar hacia el altiplano de los ríos Atá e Iquira sobre la que se extiende Marquetalia, en Planadas (Tolima); sin embargo, solo hasta el día 27 hacen un primer contacto armado con los rebeldes. Debido a las dificultades del terreno y a la posibilidad de sufrir una emboscada, los militares no logran penetrar en la zona. Es entonces cuando las tropas del teniente coronel José Joaquín Matallana entran en acción y asaltan con cuatro helicópteros las colinas que dominan el altiplano y lo ocupan rápidamente entre el 14 y el 15 de junio. Sin embargo, los guerrilleros se repliegan a un sitio denominado Alto de Trilleras, donde los combates se prolongan por varias horas. En medio del intercambio de disparos, mueren dos uniformados y catorce resultan heridos. Después del 15 de junio, los comunistas en un número aproximado de 150 (48 combatientes de tiempo completo) y divididos en 2 columnas (lideradas respectivamente por Isauro Yosa Mayor Lister, y Tirofijo) escapan y se refugian en Riochiquito, enclave del norte del Cauca, controlado por Ciro Trujillo. Isaías Pardo, el segundo de Marulanda, se queda en la zona con 35 guerrilleros. El 18 de junio cuando las autoridades civiles y militares, celebran el regreso de la autoridad estatal a Marquetalia, mueren 4 uniformados víctimas de una poderosa mina artesanal. El 22 se asegura toda la zona, mientras que Isaías Pardo es abatido cuando cubría la retirada.

#### Militares abatidos
- Sargentos Diego Maria Villamil León y Emilio Pineda.
- Cabo Jorge González Vargas.
- Soldados regulares Francisco Cuadros, Pedro Nel Zapata, Oscar de Jesus Arroyave Cano y Juan Alonso Bernal.[23]

#### Guerrilleros Abatidos
- Isaías Pardo y 10 más muertos.

### La carta sin respuesta
El 20 de mayo de 1964 durante el desarrollo de la Operación Soberanía, Manuel Marulanda y aproximadamente 300 personas envían una carta al entonces presidente Guillermo León Valencia, exigiendo el retiro de las tropas de Marquetalia y pidiendo la construcción de vías, centros de salud y escuelas, devolución de bienes y juicios públicos a los militares. La carta nunca fue respondida, así como no fue posible la mediación de Camilo Torres Restrepo, Orlando Fals Borda entre otros para detener los combates. En 2015 la comisión del gobierno en marco de los Acuerdos de paz con las FARC-EP prometió la construcción de carreteras y un puente en Marquetalia.

## Fundación de las FARC-EP
Desde Riochiquito también ubicado en la cordillera central se formularía el Programa agrario de los guerrilleros el 20 de julio de 1964 y más tarde en medio de la Primera conferencia se constituirá el Bloque Sur, con Pedro Antonio Marín, alias Manuel Marulanda Vélez o Tirofijo como primer comandante, Ciro Trujillo Castaño, alias Mayor Ciro, como su segundo y Luis Alberto Morante, alias Jacobo Arenas, como ideólogo y enlace con el Partido Comunista. El 17 de marzo de 1965 realizaron la Toma de Inzá (Cauca): 16 muertos, fue primera toma guerrillera de las FARC.
Luego del sometimiento del nuevo enclave del Bloque Sur en septiembre de 1965, los guerrilleros atravesaron huyendo la cordillera junto a miles de familias que escapaban de la ofensiva militar, para reagruparse en la Orinoquía colombiana y el piedemonte de la cordillera oriental (al sur de Meta y Caquetá).
Allí, en la Segunda Conferencia que culminó el 5 de mayo de 1966, el Bloque sur tomó el nombre de Fuerzas Armadas Revolucionarias de Colombia (FARC). Aunque las FARC solo se crean bajo este rótulo en 1966, la Operación Marquetalia se considera como el acto fundacional de la organización guerrillera. Las FARC alega la participación norteamericana y denuncian el uso de napalm y armas químicas por parte de los militares colombianos. En 1982 las FARC en su pasan a denominarse Fuerzas Armadas Revolucionarias de Colombia -Ejército del Pueblo (FARC-EP).

### Fundadores
Fueron 46 campesinos y 2 campesinas los fundadores, del Bloque Sur, conocidos como 'los marquetalianos', que después se conocería como las FARC, como:
- 'Manuel Marulanda Vélez', Pedro Antonio Marín
- 'Jacobo Arenas',Luis Alberto Morante
- Ciro Trujillo Castaño
- 'Jaime Guaracas'[34]
- Miguel Ángel Pascuas[35]
- Hernando González Acosta[36]
- 'Fernando Bustos', William Alberto Chitiva Asprilla[37]
- 'Martín Villa' Marcelino Trujillo Bustos[38]
- Rigoberto Lozada[39]

## Filmografía
Río Chiquito - Jean Pierre Sergent (1965)